# Oswald von Hohenzollern-Sigmaringen
Oswald von Hohenzollern-Sigmaringen (* 17. November 1715; † 12. Juni 1765) war Domherr in Köln.
Seit dem 14. Oktober 1723 Domizellar in Köln, zudem an den Domkirchen von Speyer, Trier und Straßburg präbendiert, außerdem Propst in Xanten, wurde er noch vor 1748 „verrückt“. Obwohl unter Bewachung auf dem Lande lebend, wurde er im Januar 1748 Domherr in Köln.
Siehe auch: Liste der Kölner Domherren, Liste der Kölner Dompröpste, Liste der Kölner Domdechanten, Liste der Kölner Weihbischöfe, Liste der Kölner Generalvikare, Liste der Kölner Offiziale
| Personendaten    | Personendaten                        |
| ---------------- | ------------------------------------ |
| NAME             | Hohenzollern-Sigmaringen, Oswald von |
| KURZBESCHREIBUNG | Domherr in Köln                      |
| GEBURTSDATUM     | 17. November 1715                    |
| STERBEDATUM      | 12. Juni 1765                        |